# Germán Sierra Sánchez
Germán Sierra Sánchez (Puebla de Zaragoza, Puebla; 27 de septiembre de 1956) es un político mexicano, que fue miembro del Partido Revolucionario Institucional (PRI). Entre varios cargos públicos, ha sido diputado federal, local y dos veces senador por el estado de Puebla.

## Biografía
Es hijo de Germán Sierra García y de Matilde Sánchez Cruz; hija de Rodolfo Sánchez Taboada, general revolucionario, presidente del PRI y secretario de Marina; y hermana de Rodolfo Sánchez Cruz, diputado federal. Es médico veterinario zootecnista egresado de la Universidad Autónoma Metropolitana (UAM) y tiene una especialización en corporaciones y cooperativas productoras y comercializadoras de carne, lana y trigo de Australia, Nueva Zelanda y Fiji; y estudios sobre cooperativas agroindustriales en la región de Alta Normandía, Francia.
Fue miembro del PRI desde 1974. En 1979 ocupó el cargo de agregado agrícola en la Embajada de México acreditada en Australia, Nueva Zelanda y Fiji, cuando se desempeñaba como embajador Luis Echeverría Álvarez, de 1981 a 1985 fue jefe del programa de agroindustria de la Secretaría de Agricultura y Recursos Hidráulicos (SARH) en Puebla. De 1983 a 1984 fue delegado del PRI en el Distrito electoral 7 de Puebla y de 1983 a 1988 secretario, presidente y vicepresidente del exterior, de la Unidad Veterinaria sección Puebla de la Confederación Nacional de Organizaciones Populares (CNOP), de la que también fue secretario de Organización del comité nacional de 1984 a 1985.
En 1985 fue postulado candidato del PRI y elegido diputado federal por el Distrito 12 de Puebla a la LIII Legislatura que culminó en 1988. En 1986 fue secretario general y de 1987 a 1988 presidente del comité estatal del PRI en Puebla; en 1988 delegado de la CNOP en Tlaxcala y en 1989 tesorero de la Cámara Agrícola y Ganadera de Puebla integrante de la Confederación Nacional Campesina (CNC).
De 1988 a 1989 fue delegado del Instituto de Seguridad y Servicios Sociales de los Trabajadores del Estado (ISSSTE) en Puebla. En las elecciones estales de 1989 fue elegido diputado a la LI Legislatura del Congreso del Estado de Puebla por el Distrito 2 local de 1990 a 1993, pero solo lo ejerció hasta el 15 de mayo de 1991 en que recibió licencia al cargo al ser postulado candidato del PRI a Senador por Puebla para el periodo que sería de 1991 a 1997. Ganó la elección, ejerciendo el cargo que correspondió a las Legislaturas LV y LVI; en la primera de las cuales fue presidente de la cuarta sección de la comisión de Relaciones Exteriores, y en la segunda fue presidente de la comisión Inspectora de la Contaduría Mayor de Hacienda.
En 1995 fue presidente del comité municipal del PRI en la capital del estado y el mismo año, candidato del PRI a presidente municipal de Puebla; no logró el triunfo en la elección, que correspondió a su competidor del PAN, Gabriel Hinojosa Rivero. Ante lo cual, se reintegró al Senado y en 1996 fue secretario de coordinación regional del comité nacional del PRI en la cuarta circunscripción y al concluir su periodo como senador, de 1997 a 1998 fue delegado en Puebla de la Secretaría de Desarrollo Social (SEDESOL) y luego en 1999 de la Secretaría de Agricultura, Ganadería y Desarrollo Rural (SAGARPA). En 1998 fue precandidato del PRI a gobernador de Puebla, participando en la elección interna en que triunfó Melquiades Morales Flores, cuando en 1999 Morales Flores triunfó en la elección constitucional y asumió la gubernatura el 1 de febrero de 1999, fue nombrado secretario de Desarrollo Rural de su gobierno. 
Dejó el cargo en 2000 para ser candidato del PRI a Senador por Puebla en segunda fórmula, logrando el triunfo en la elección y resultando elegido junto con Rafael Cañedo Benítez para las legislaturas LVIII y LIX que culminaron en 2006. Ahí ocupó los cargos de secretario de las comisiones de Reglamentos y Prácticas Parlamentarias; y, de Relaciones Exteriores; e integrante de las comisiones de Agricultura y Ganadería; de Desarrollo Social; y, de Relaciones Exteriores: Europa y África.
Fue nombrado delegado en Puebla de la Comisión Nacional del Agua (CONAGUA), cargo que dejó el 11 de enero de 2017. Renunció a la militancia en el PRI el 17 de agosto de 2020.